# Copa del Rey 1998/99
Die Copa del Rey 1998/99 war die 95. Austragung des spanischen Fußballpokals.
Der Wettbewerb startete am 1. September 1998 und endete mit dem Finale am 26. Juni 1999 im Estadio Olímpico (Sevilla). Titelverteidiger des Pokalwettbewerbs war der FC Barcelona. Den Titel gewann der FC Valencia durch einen 3:0-Erfolg im Finale gegen Atlético Madrid. Da sich Valencia in der Saison 1998/99 für die UEFA Champions League qualifizierte, nahm Atlético Madrid am UEFA-Pokal 1999/2000 teil.

## Erste Hauptrunde
Die Hinspiele wurden am 1., 2. und 3. September, die Rückspiele am 8. und 9. September 1998 ausgetragen.
|                        | Gesamt    |                   | Hinspiel | Rückspiel |
| ---------------------- | --------- | ----------------- | -------- | --------- |
| Universidad Las Palmas | 2:3       | SD Compostela     | 1:1      | 1:2       |
| CD Lealtad             | 2:4       | Sporting Gijón    | 2:1      | 0:3       |
| CD Lalín               | 1:4       | UD Las Palmas     | 1:0      | 0:4       |
| Cultural Leonesa       | (a)3:3(a) | CD Numancia       | 2:2      | 1:1       |
| SD Noja                | 0:4       | CA Osasuna        | 0:1      | 0:3       |
| SD Beasain             | (a)1:1(a) | SD Eibar          | 0:0      | 1:1       |
| CD Calahorra           | 1:3       | CD Ourense        | 1:1      | 0:2       |
| FC Jerez               | 4:3       | Rayo Vallecano    | 2:2      | 2:1       |
| UD San Sebastián       | (a)2:2(a) | CP Mérida         | 1:0      | 1:2       |
| CD Móstoles            | 1:4       | CD Badajoz        | 1:2      | 0:2       |
| UB Conquense           | 0:4       | Albacete Balompié | 0:3      | 0:1       |
| CD Talavera            | 3:1       | CD Toledo         | 1:1      | 2:0       |
| Real Jaén              | 1:3       | FC Sevilla        | 1:1      | 0:2       |
| FC Algeciras           | 1:3       | Recreativo Huelva | 1:0      | 0:3       |
| Deportivo Xerez        | 2:3       | FC Málaga         | 2:1      | 0:2       |
| FC Cádiz               | 4:3       | FC Granada        | 2:2      | 2:1       |
| FC Elche               | 2:1       | Hércules Alicante | 1:0      | 1:1       |
| UE Lleida              | 4:1       | Águilas CF        | 3:0      | 1:1       |
| FC Terrassa            | 2:4       | UD Levante        | 1:1      | 1:3       |
| FC Palamós             | 2:4       | CD Benidorm       | 1:1      | 1:3       |

- FC Barakaldo, CD Leganés, CD Binéfar, AD Ceuta, CD Tropezón, FC Cartagena, CP Cacereño und CD Logroñés erhielten ein Freilos.

## Zweite Hauptrunde
Die Hinspiele wurden am 23. und 24. September, die Rückspiele am 6. und 7. Oktober 1998 ausgetragen.
|                  | Gesamt          |                   | Hinspiel | Rückspiel |
| ---------------- | --------------- | ----------------- | -------- | --------- |
| CD Ourense       | 0:0 (3:4 i. E.) | Sporting Gijón    | 0:0      | 0:0       |
| UD Las Palmas    | 2:1             | SD Compostela     | 2:0      | 0:1       |
| CD Tropezón      | 0:4             | UE Lleida         | 0:0      | 0:4       |
| FC Barakaldo     | 2:5             | CD Numancia       | 0:2      | 2:3       |
| SD Beasain       | 3:1             | CD Logroñés       | 3:1      | 0:0       |
| CD Binéfar       | 0:2             | CA Osasuna        | 0:0      | 0:2       |
| UD San Sebastián | 4:3             | Albacete Balompié | 2:1      | 2:2       |
| CD Talavera      | (a)1:1(a)       | CD Leganés        | 0:0      | 1:1       |
| FC Elche         | 2:3             | CD Benidorm       | 1:1      | 1:2       |
| FC Cartagena     | 1:6             | UD Levante        | 0:2      | 1:4       |
| FC Cádiz         | 1:6             | FC Málaga         | 1:3      | 0:3       |
| FC Jerez         | 3:1             | Recreativo Huelva | 2:1      | 1:0       |
| AD Ceuta         | 1:3             | CD Badajoz        | 0:1      | 1:2       |
| CP Cacereño      | 2:6             | FC Sevilla        | 0:4      | 2:2       |

## Dritte Hauptrunde
Die Hinspiele wurden am 28. Oktober, die Rückspiele am 10. und 11. November 1998 ausgetragen.
|                  | Gesamt          |                     | Hinspiel | Rückspiel |
| ---------------- | --------------- | ------------------- | -------- | --------- |
| UD Levante       | 0:0 (4:1 i. E.) | FC Extremadura      | 0:0      | 0:0       |
| FC Sevilla       | 2:0             | UD Salamanca        | 0:0      | 2:0       |
| UD San Sebastián | 2:4             | CD Teneriffa        | 2:0      | 0:4       |
| Sporting Gijón   | (a)3:3(a)       | Real Saragossa      | 1:1      | 2:2       |
| FC Málaga        | 3:5             | Real Valladolid     | 1:2      | 2:3       |
| UD Las Palmas    | (a)2:2(a)       | Deportivo Alavés    | 0:0      | 2:2       |
| CD Talavera      | 0:4             | FC Villarreal       | 0:1      | 0:3       |
| CD Numancia      | 1:2             | Racing Santander    | 0:1      | 1:1       |
| FC Jerez         | 2:6             | Deportivo La Coruña | 1:3      | 1:3       |
| CD Badajoz       | 4:1             | Real Oviedo         | 3:1      | 1:0       |
| UE Lleida        | 1:3             | CA Osasuna          | 1:1      | 0:2       |
| SD Beasain       | 0:1             | CD Benidorm         | 0:0      | 0:1       |

## Vierte Hauptrunde
Die Hinspiele wurden am 16. Dezember 1998, die Rückspiele am 13. Januar 1999 ausgetragen.
|                     | Gesamt            |                | Hinspiel | Rückspiel |
| ------------------- | ----------------- | -------------- | -------- | --------- |
| FC Villarreal       | 5:3               | FC Sevilla     | 2:2      | 3:1       |
| CD Teneriffa        | (a)2:2(a)         | CD Benidorm    | 2:2      | 0:0       |
| Deportivo La Coruña | 2:1               | Sporting Gijón | 1:1      | 1:0       |
| Racing Santander    | 2:1               | CA Osasuna     | 2:0      | 0:1       |
| Real Valladolid     | 0:0 (11:10 i. E.) | CD Badajoz     | 0:0      | 0:0       |
| UD Las Palmas       | 0:1               | UD Levante     | 0:1      | 0:0       |

## Achtelfinale
Die Hinspiele wurden am 20. und 21. Januar, die Rückspiele am 2., 3. und 4. Februar 1999 ausgetragen.
|                    | Gesamt    |                     | Hinspiel | Rückspiel |
| ------------------ | --------- | ------------------- | -------- | --------- |
| Real Madrid        | 4:0       | FC Villarreal       | 2:0      | 2:0       |
| Espanyol Barcelona | 6:4       | Real Valladolid     | 4:2      | 2:2       |
| Celta Vigo         | 1:2       | Deportivo La Coruña | 0:1      | 1:1       |
| Athletic Bilbao    | 2:3       | Racing Santander    | 2:2      | 0:1       |
| UD Levante         | 0:4       | FC Valencia         | 0:3      | 0:1       |
| CD Benidorm        | 0:4       | FC Barcelona        | 0:1      | 0:3       |
| Real Sociedad      | (a)2:2(a) | Atlético Madrid     | 1:2      | 1:0       |
| Betis Sevilla      | 0:2       | RCD Mallorca        | 0:1      | 0:1       |

## Viertelfinale
Die Hinspiele wurden am 17. und 18. Februar, die Rückspiele am 23. und 24. Februar 1999 ausgetragen
|                  | Gesamt |                     | Hinspiel | Rückspiel |
| ---------------- | ------ | ------------------- | -------- | --------- |
| Racing Santander | 2:7    | Real Madrid         | 2:6      | 0:1       |
| Atlético Madrid  | 6:2    | Espanyol Barcelona  | 2:1      | 4:1       |
| RCD Mallorca     | 1:2    | Deportivo La Coruña | 1:1      | 0:1       |
| FC Barcelona     | 5:7    | FC Valencia         | 2:3      | 3:4       |

## Halbfinale
Die Hinspiele wurden am 8. und 9. Juni, die Rückspiele am 15. und 16. Juni 1999 ausgetragen.
|                 | Gesamt |                     | Hinspiel | Rückspiel |
| --------------- | ------ | ------------------- | -------- | --------- |
| FC Valencia     | 7:2    | Real Madrid         | 6:0      | 1:2       |
| Atlético Madrid | 1:0    | Deportivo La Coruña | 0:0      | 1:0       |

## Finale
| FC Valencia                                 | FC Valencia | Atlético Madrid | Atlético Madrid |
| ------------------------------------------- | --- | --- | --------------- |
| FC Valencia                                 | \| 26. Juni 1999 in Sevilla (Estadio Olímpico) \| \| Ergebnis: 3:0 (2:0) \| \| Zuschauer: 56.000 \| \| Schiedsrichter: Manuel Díaz Vega \| | \| 26. Juni 1999 in Sevilla (Estadio Olímpico) \| \| Ergebnis: 3:0 (2:0) \| \| Zuschauer: 56.000 \| \| Schiedsrichter: Manuel Díaz Vega \| | Atlético Madrid |
| FC Valencia                                 | Santiago Cañizares – Jocelyn Angloma, Alain Roche, Miroslav Đukić, Amedeo Carboni (89. Juanfran) – Gaizka Mendieta , Luis Milla, Javier Farinós – Goran Vlaović (62. Angulo), Claudio López (87. Joachim Björklund), Adrian Ilie Cheftrainer: Claudio Ranieri ( Italien) | José Francisco Molina – Delfí Geli, Santi , José Chamot, Michele Serena – Carlos Aguilera, Radek Bejbl (82. Óscar Mena), Juan Carlos Valerón, Jordi Lardín (46. Santiago Solari) – Juninho Paulista, José Mari Cheftrainer: Radomir Antić ( Serbien) | Atlético Madrid |
| FC Valencia                                 | 1:0 Claudio López (23.) 2:0 Gaizka Mendieta (34.) 3:0 Claudio López (81.) | | Atlético Madrid |
| FC Valencia                                 | Jocelyn Angloma (29.), Amedeo Carboni (39.) | Santi (12.), Michele Serena (34.), José Mari (50.), Juninho Paulista (65.), José Chamot (75.), Óscar Mena (88.) | Atlético Madrid |
| 26. Juni 1999 in Sevilla (Estadio Olímpico) | | |                 |
| Ergebnis: 3:0 (2:0)                         | | |                 |
| Zuschauer: 56.000                           | | |                 |
| Schiedsrichter: Manuel Díaz Vega            | | |                 |